# Lampona tulley
Lampona tulley là một loài nhện trong họ Lamponidae. Loài này được phát hiện ở Queensland.